# Woensdrecht
Woensdrecht (brabançó Woeñzdrécht) és un municipi de la província del Brabant del Nord, al sud dels Països Baixos. L'1 de gener del 2009 tenia 21.745 habitants repartits sobre una superfície de 91,99 km² (dels quals 0,31 km² corresponen a aigua). Limita al nord amb Bergen op Zoom i Roosendaal, a l'oest amb Reimerswaal (Z), a l'est amb Essen i Kalmthout i al sud amb Antwerpen, Stabroek i Kapellen.

## Centres de població
- Hoogerheide (8.268 h)
- Ossendrecht (5,300 h)
- Putte (3.860 h)
- Huijbergen (2.180 h)
- Woensdrecht (1.470 h)

## Ajuntament
- PvdA - 5 regidors
- Algemeen Belang Zuidwesthoek - 5 regidors
- CDA - 4 regidors
- D66 - 3 regidors
- VVD - 2 regidors